# 黄德镇
黄德镇，是中华人民共和国河南省新乡市封丘县下辖的一个乡镇级行政单位。

## 行政区划
黄德镇下辖以下地区：
黄德村、大关村、大张庄村、小张庄村、小庄村、粱庄村、王陈庄村、前老岸村、后老岸村、蒋东村、蒋西村、开寨村、西于村、北范庄村、枣园村、马庄村、大庙杨村、贾庄村、小石桥村、梁固寺村、南于村、小街村、北辛庄村、叶寨村、演马村和文岩村。